# Вадришта
Вадришта (грч. Παλαιός Μυλότοπος, Палеос Милотопос) је насељено место у општини Пела у периферији Средишња Македонија, Грчка. Према попису из 2021. године било је 644 становника.
Према бугарском географу и историчару, Василу Канчову, у Вадришту је 1900. године живело 800 Словена хришћана. Године 1924. из села је принудно исељено 337 мештана а ан њихово место је насељен већи број грчких избегличких породица из Турске, укупно 700 особа. За њих је изграђено насеље Нова Вадришта, које се касније води као посебно насеље. Вадришта су 1991. године имала 819 становника, од чега су више од две трећине Словени, остали су Грци и Аромуни.